# Kanton Le Raincy
Het kanton Le Raincy is een voormalig kanton van het Franse departement Seine-Saint-Denis.
Kanton Raincy maakte deel uit van het arrondissement Le Raincy tot het op 22 maart 2015 werd opgeheven. De gemeente Clichy-sous-Bois werd hierop opgenomen in het kanton Livry-Gargan en Le Raincy in het kanton Villemomble.

## Gemeenten
Het kanton Le Raincy omvatte de volgende gemeenten:
- Clichy-sous-Bois
- Le Raincy (hoofdplaats)